# Teyl walkeri
Espèce
Teyl walkeri est une espèce d'araignées mygalomorphes de la famille des Anamidae.

## Distribution
Cette espèce est endémique du Victoria en Australie. Elle se rencontre vers Murrayville.

## Description
La carapace du mâle holotype mesure 3,2 mm de long sur 2,5 mm et l'abdomen 3,5 mm et la carapace de la femelle paratype mesure 3,3 mm de long sur 2,7 mm et l'abdomen 6,2 mm.

## Étymologie
Cette espèce est nommée en l'honneur de Ken Walker.

## Publication originale
- Main, 2004 : Biosystematics of Australian mygalomorph spiders: descriptions of three new species of Teyl from Victoria (Araneae: Nemesiidae). Memoirs of the Museum of Victoria, vol. 61, no 1, p. 47-55.